# Hélicoptère de transport

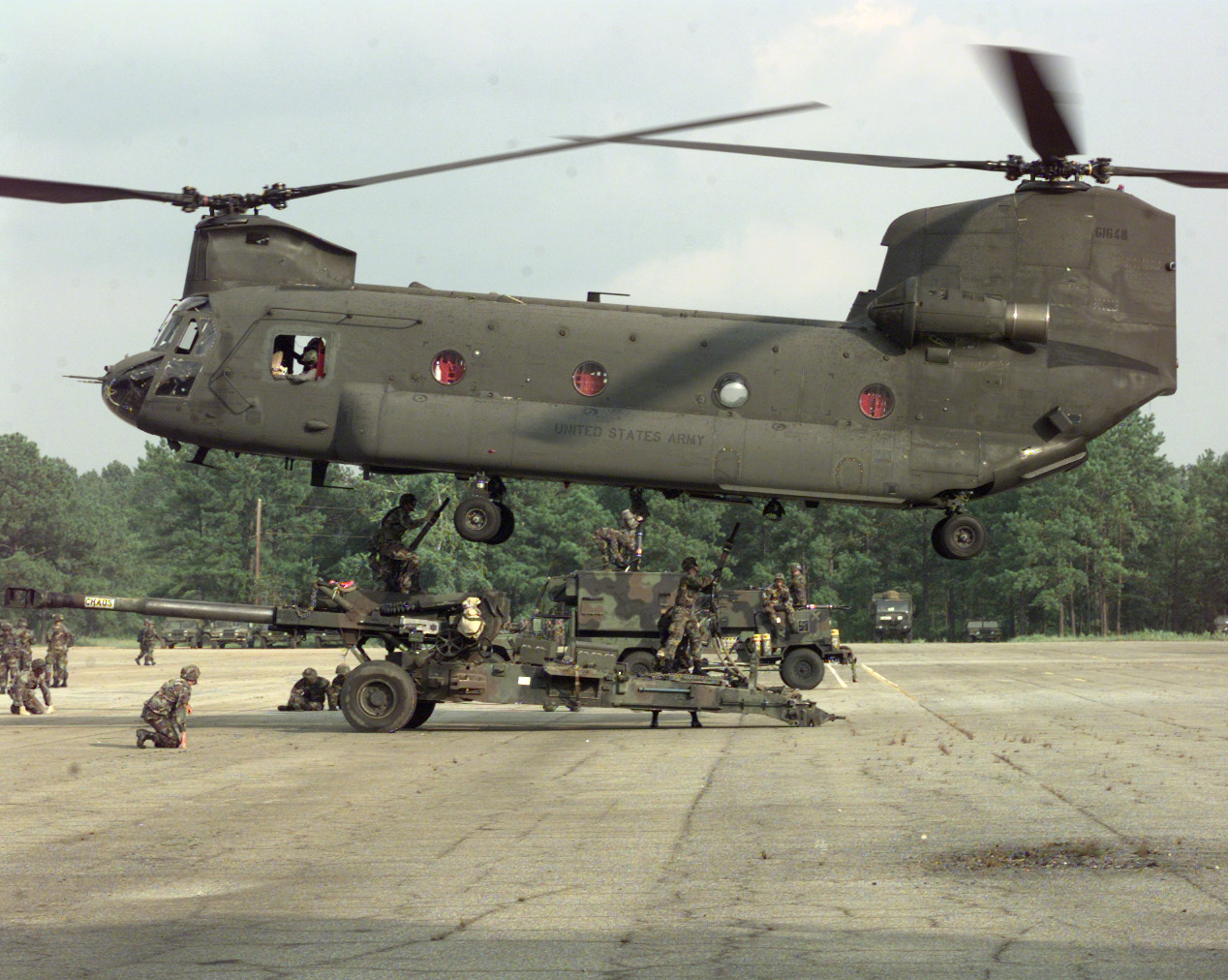
Un hélicoptère américain CH-47 simulant l'élingage d'un Howitzer.

Un hélicoptère de transport sert à transporter des objets ou des personnes. Ces hélicoptères peuvent être utilisés pour le transport de passagers, le transport de marchandises ou le levage de charges lourdes, le sauvetage et le transport de blessés pour la sécurité civile...

## Description
Les armées utilisent souvent des hélicoptères de transport, nommés dans la nomenclature militaire française hélicoptère de manœuvre et d'assaut,  pour emmener des soldats à des points d'insertion ou bien les extraire, ainsi que pour transporter de l'équipement. Par exemple, les Chinook à double rotor peuvent transporter des chars légers ou des canons.

## Drone de transport

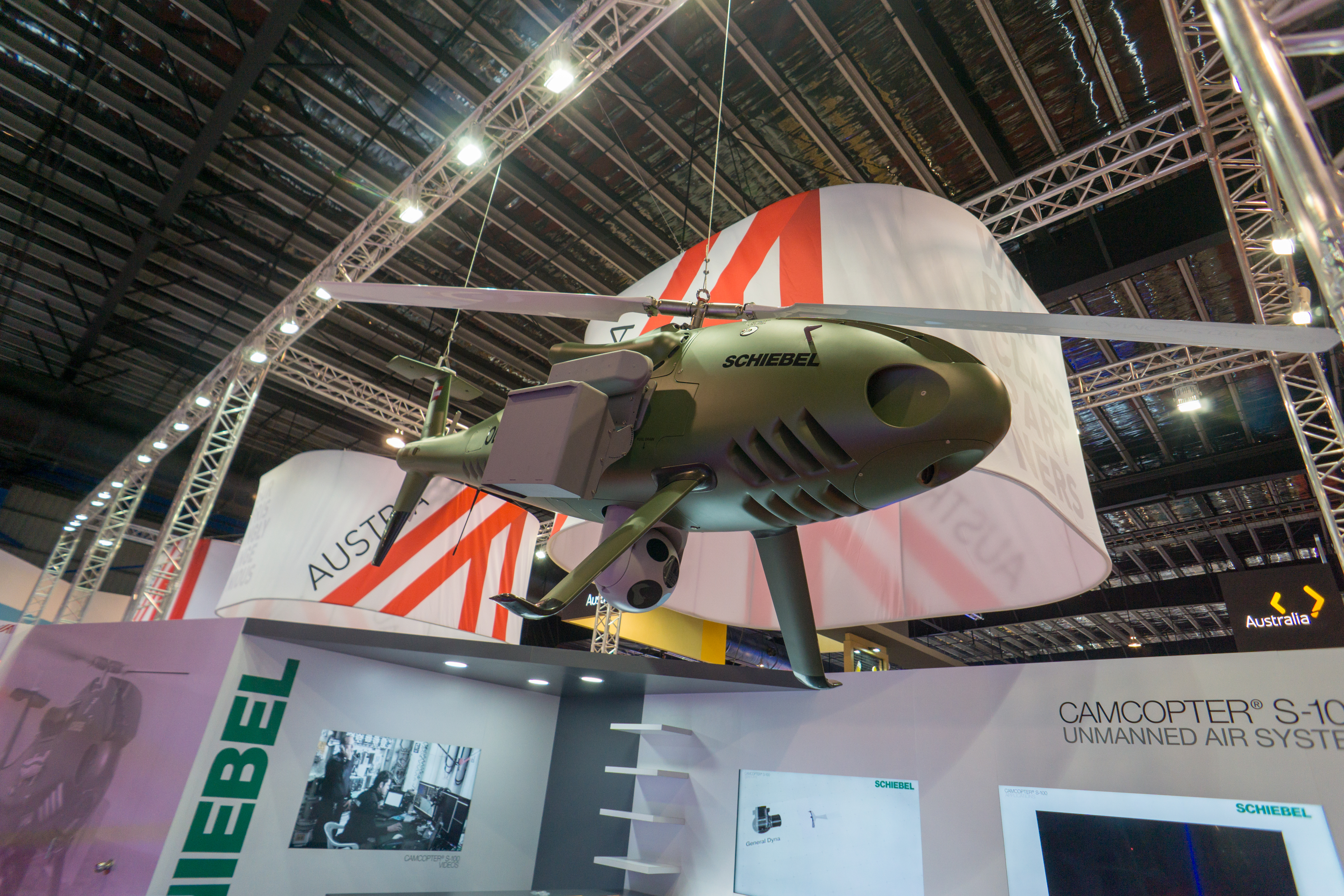
Camcopter S-100 en version drone de transport avec charge additionnelle latérale et boule optronique de reconnaissance aérienne

On rencontre désormais des drones hélicoptères de transport capables d'emporter des petites charges tactiques pour les livrer sur le champ de bataille.